# Topologie

Kop en ring zijn homeomorf

Topologie, Oudgrieks τόπος, topos, plaats, en λόγος, logos, studie, is de tak van de wiskunde die zich bezighoudt met eigenschappen van de objecten die bij een vervorming hetzelfde blijven. De objecten mogen bij de vervorming niet worden gescheurd of geplakt. Een dergelijke vervorming wordt een homeomorfisme genoemd. De topologie is een uitgroeisel van de meetkunde, maar anders dan de meetkunde, houdt de topologie zich niet bezig met metrische eigenschappen zoals de afstand tussen punten, maar met eigenschappen die beschrijven hoe een ruimte is samengesteld, zoals samenhang en oriëntatie.
In allerlei andere deelgebieden van de wiskunde, zoals analyse, meetkunde en algebra, wordt veel van ideeën en stellingen uit de topologie gebruikgemaakt.

## Geschiedenis

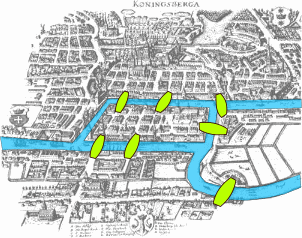
Zeven bruggen van Koningsbergen

De tak van de wiskunde die nu topologie wordt genoemd, begint met een onderzoek naar een aantal openstaande vragen in de meetkunde. Eulers publicatie uit 1736 over de Zeven bruggen van Koningsbergen wordt als een van de eerste topologische resultaten gezien. Er bestaat geen aaneengesloten route waarbij alle zeven bruggen maar één keer worden gepasseerd.
De aanduiding topologie werd in 1847 als eerste door Johann Benedict Listing in het Duits geïntroduceerd in zijn Vorstudien zur Topologie. Maar al in de tien jaar daarvoor gebruikte Listing het woord, "Topologie", in zijn privé-correspondentie. Het woord werd in het in 1883 in het Engels geïntroduceerd in het blad Nature om een onderscheid te kunnen maken tussen aan de ene kant de kwalitatieve meetkunde en aan de andere kant de normale meetkunde, waarin kwantitatieve relaties worden behandeld. Topologist, iemand die in de topologie is gespecialiseerd, stond voor het eerst in de The Spectator in 1905.
De moderne topologie is sterk verweven met de ideeën uit de verzamelingenleer, zoals deze in het laatste gedeelte van de 19e eeuw door Georg Cantor werden ontwikkeld. Cantor onderzocht tevens puntverzamelingen in de euclidische ruimte, als een onderdeel van zijn studie naar fourierreeksen.
Henri Poincaré publiceerde in 1895 zijn werk, Analysis Situs. In dit werk introduceerde hij de concepten van homotopie en homologie, die beide nu als onderdelen van de algebraïsche topologie worden beschouwd.
Maurice Fréchet verenigde het werk over functies dat was uitgevoerd door Cantor, Volterra, Arzelà, Hadamard, Ascoli en anderen. In 1906 introduceerde hij het begrip metrische ruimte. Een metrische ruimte wordt nu gezien als een speciaal geval van een algemene topologische ruimte. Felix Hausdorff voerde in 1914 de topologische ruimte in. Tevens gaf hij de definitie van wat nu een Hausdorff-ruimte wordt genoemd. In de huidige definitie, die in 1922 werd gegeven door Kazimierz Kuratowski, is een topologische ruimte een "lichte" veralgemening van een Hausdorff-ruimte.
Toen de discipline aan het eind van de 19e eeuw ontstond, noemde men de topologie eerst geometria situs, Latijn: meetkunde van plaats, en analysis situs, Latijn: analyse van plaats. De Nederlandse wiskundige Luitzen Egbertus Jan Brouwer heeft in de beginperiode van de topologie belangrijke bijdragen geleverd aan de ontwikkeling van het vakgebied. Topologie is intussen een grote tak van de wiskunde, met op zijn beurt ook weer veel deelgebieden. Van ongeveer 1925 tot 1975 kende de topologie een bloeiperiode en was zij een belangrijk groeigebied in de wiskunde.

## Definitie
Laat X een willekeurige verzameling zijn en T een deelverzameling van de machtsverzameling X. Dan is T een topologie op X dan en slechts dan als
1. zowel de lege verzameling als X zijn elementen van T.
2. elke vereniging van willekeurig veel elementen van T is een element van T.
3. elke doorsnede van een eindig aantal elementen van T is een element van T.

Als T een topologie op X is, noemt men het paar (X, T) een topologische ruimte, en men noteert XT om een verzameling X aan te duiden die is voorzien van de specifieke topologie T.
De deelverzamelingen van X in T worden open verzamelingen genoemd. Merk op dat in het algemeen niet alle deelverzamelingen van X tot de familie T behoeven te horen. Van een deelverzameling van X zegt men dat deze gesloten is, als zijn complement open is, dus in T ligt. Een deelverzameling van X kan open, gesloten, beide of geen van beide zijn.

## Beschrijving
Het woord topologie wordt zowel gebruikt om het studiegebied zelf aan te duiden, als voor de familie van verzamelingen die bepaalde eigenschappen beschrijft die worden gebruikt om een topologische ruimte te definiëren (het basisobject van de topologie). Van bijzonder belang in de studie van de topologie zijn de vervormingen die homeomorfismen worden genoemd. Informeel kunnen deze functies worden gezien als functies die de ruimte uitrekken zonder deze echter te scheuren of verschillende delen samen te plakken. Een meer abstracte notie van een vervorming is een homotopische equivalentie.
Een functie of afbeelding van de ene topologische ruimte naar de andere wordt continu genoemd als het inverse beeld van elke open verzameling ook open is. Als de functie reële getallen op de reële getallen afbeeldt (beide ruimten met de standaard topologie), dan is deze definitie van continuïteit gelijkwaardig met de definitie van continuïteit in de wiskundige analyse. Als een continue functie een-op-een en surjectief (op) is en als de inverse van de functie ook continu is, dan wordt de functie een homeomorfisme genoemd, en zegt men dat het domein van de functie homeomorf is met het bereik. Een andere manier om dit te zeggen is dat de functie een natuurlijke uitbreiding van de topologie heeft. Als twee ruimten homeomorf zijn, hebben zij identieke topologische eigenschappen en worden zij topologisch als hetzelfde beschouwd. De kubus en de sfeer zijn homeomorf, net als het koffiekopje en de donut. Maar de cirkelschijf is niet homeomorf met de donut.
In de topologie zijn de objecten die bestudeerd worden, topologische ruimten. Een topologische ruimte is een verzameling X voorzien van een collectie deelverzamelingen van X, open verzamelingen geheten, die aan een aantal axioma's voldoen. Deze collectie wordt overigens ook zelf de topologie van X genoemd. Verder worden continue afbeeldingen gedefinieerd, evenals begrippen als compactheid en samenhangendheid. Een ander belangrijk begrip is dat van homeomorfisme; dit is een continue afbeelding die inverteerbaar (bijectief) is en waarvan de inverse ook continu is. Als er tussen twee topologische ruimten X en Y een homeomorfisme bestaat, zijn X en Y (topologisch) 'hetzelfde' in de zin dat ze tot elkaar vervormd kunnen worden zonder scheuren of plakken.
De algemene topologie bestudeert elementaire eigenschappen van topologische ruimten en de afbeeldingen daartussen. De algebraïsche topologie bouwt hierop voort door technieken uit de algebra toe te passen op topologische ruimten, wat leidt tot begrippen als de fundamentaalgroep en homologiegroepen van een topologische ruimte.
De meest basale en traditionele verdeling binnen de topologie is de driedeling tussen
- de point-set topologie, die de fundamenten van de topologie neerzet en concepten zoals compactheid en samenhangendheid onderzoekt;
- de algebraïsche topologie, die algemeen gesteld probeert om de graden van samenhang te meten, en die daar gebruikmaakt van algebraïsche constructies, zoals homotopiegroepen en homologie en ten slotte
- de meetkundige topologie, die in de eerste plaats variëteiten en hun inbedding in andere variëteiten bestudeert.

Opgemerkt dient te worden dat sommige van de meest actieve gebieden, zoals laag-dimensionale topologie, niet goed in deze opdeling passen.

## Voorbeelden
Voorbeelden van resultaten uit de algemene topologie zijn:
- Een deelverzameling van {\displaystyle \mathbb {R} ^{n}} is dan en slechts dan compact als deze gesloten en begrensd is (zie de stelling van Heine-Borel).
- Elk beeld van een compacte ruimte onder een continue afbeelding is compact.
- Een compacte deelruimte van een Hausdorff-ruimte is gesloten.
- Elke rij punten in een compacte metrische ruimte heeft een convergente deelrij (Zie de stelling van Bolzano-Weierstrass).
- Elk interval in {\displaystyle \mathbb {R} } is samenhangend.
- Het beeld van een samenhangende ruimte onder een continue afbeelding is samenhangend.
- Op een tennisbal is er altijd minstens één kruin. Of equivalent: er is altijd minstens één plek op aarde waar het windstil is.
- Elke continue bijectie van een compacte ruimte naar een Hausdorff-ruimte is noodzakelijkerwijs een homeomorfisme.
- Elke compacte m-variëteit kan worden ingebed in enige Euclidische ruimte {\displaystyle \mathbb {R} ^{n}}.
- Een metrische ruimte is Hausdorff-ruimte, maar ook normaal en paracompact.
- De metriseerbaarheidstellingen zijn een noodzakelijke en voldoende voorwaarden voor een topologie om metrisch te zijn.
- Enige open deelruimte van een Baire-ruimte is zelf ook een Baire-ruimte.

## Overige
- Een topologie {\displaystyle {\mathcal {T}}} van de topologische ruimte {\displaystyle (X,{\mathcal {T}})} heet voortgebracht door de deelverzameling {\displaystyle {\mathcal {V}}} van {\displaystyle {\mathcal {T}}}, als elk element van {\displaystyle {\mathcal {T}}} de (eventueel oneindige) vereniging is van elementen uit {\displaystyle {\mathcal {V}}}.
- Binnen geografische informatiesystemen wordt topologie toegepast om de ruimtelijke relaties tussen elementen of objecten (bijvoorbeeld punten, lijnen en polygonen) aan te duiden. Hierbij wordt niet specifiek gerefereerd aan x- en y-coördinaten.

algebra · lineaire algebra · meetkunde · goniometrie · rekenkunde · integraalrekening · getaltheorie · speltheorie · groepentheorie · verzamelingenleer · statistiek · kansrekening · topologie